# ケアンズトロピカルズー
2016年3月31日に閉園したケアンズトロピカルズー&ナイトズー (Cairns Tropical Zoo & Night Zoo) は、オーストラリアのクイーンズランド州に存在した動物園。

## 概要
2016年3月31日に閉園。
すでに施設に入れなくなっているので観光予定の方は注意が必要。詳しくは公式サイトにて。
1980年に、ケアンズ市街から北へ約25kmのパーム・コーブにフリーマン家が開園した動物園である。北クイーンズランド地域最大の規模であり、オーストラリアの動物を中心に120種類、1200匹以上の動物を飼育している。クイーンズランド州では唯一、オーストラリア地方動物園水族館協会の会員である。
朝食時にはコアラやニシキヘビなど動物園の生き物たちが飼育員に連れられて回ってくる。コアラ、ボア、クロコダイルなどを抱っこしている写真を取ることが出来るほか、カンガルーの餌付け、バード・ショー、クロコダイル・ショーなどのプログラムがある。また、同園では夜の動物園ケアンズナイトズーを行っており、夜行性の動物を観察できる。

## 関連施設
- キュランダコアラガーデンズ
- ハートリースクロコダイルアドベンチャーズ